# Лефортовская площадь
Лефо́ртовская пло́щадь — площадь в бывшей Немецкой слободе, нынешнем Басманном районе Москвы. Расположена на пересечении Малой Почтовой, 2-й Бауманской улиц, Старокирочного и Волховского переулка.
В XIX веке Лефортовской называлась другая площадь — нынешняя Госпитальная площадь (включая обширный плац вдоль улицы Госпитальный Вал) на противоположном, левом, берегу Яузы. Современные имена площадей установились в конце XIX века. Лефортовская площадь (и вся бывшая Немецкая слобода) относится к Басманному району, а не к Лефортовскому.

## Происхождение названия
См. Лефортово

## История
См. Немецкая слобода
В настоящее время жизнь Лефортовской площади определяется соседством с МГТУ имени Баумана. Первое историческое здание МГТУ — Слободской дворец — расположен к югу от площади, с севера и запада к ней примыкают учебные корпуса и общежития МГТУ.
В XIX веке между площадью, Яузой, Лефортовским дворцом и Госпитальным переулком существовало открытое пространство с прудами. Они были засыпаны и частично застроены в конце XIX века, но обширный плац между площадью и Яузой сохранялся до конца 1930-х годов; сейчас на его месте — корпус «Э» МГТУ и въезд в Лефортовский тоннель.

## Примечательные здания
- 2-я Бауманская улица, № 3 — Лефортовский дворец Петра I. Включает здания конца XVII века (арх. Дмитрий Аксамитов), XVIII (арх. М. Ф. Казаков) и XIX веков. Далее по 2-й Бауманской — Слободской дворец (№ 5, восстановлен после пожара 1812 Доменико Жилярди для Воспитательного дома, впоследствии — здание МВТУ).
- Старокирочный переулок, № 13 — здание Лефортовской полицейской части XVIII—XIX веков. Далее по Старокирочному расположены палаты Анны Монс XVII века (№ 6, в глубине промышленной застройки) и место, где стоял «новый» Басманный рынок.
- Малая Почтовая, № 3 — дом Скворцова. Один из домов Басманного района, где предположительно мог родиться Пушкин.

## Транспорт
- Метро: Бауманская
- До 1986 года через Лефортовскую площадь проходила трамвайная линия (маршруты № 43 и № 50), которую предполагалось ликвидировать на время строительства Третьего транспортного кольца. Однако вплоть до сегодняшнего дня движение какого-либо общественного транспорта здесь отсутствует. Власти Москвы неоднократно заявляли о планах восстановления трамвайного движения по маршруту от ст. метро Бауманская до Госпитальной площади[1][2]. Реализация проекта должна была начаться в 2013—2014 гг.[3]